# Bardiani CSF/Saison 2016
Diese Liste beschreibt die Mannschaft und die Erfolge des Radsportteams Bardiani CSF in der Saison 2016.

## Saison 2016

### Erfolge in der UCI WorldTour
In der Saison 2016 gelangen dem Team nachstehende Erfolge in der UCI WorldTour.
| Datum   | Rennen                   | Sieger         |
| ------- | ------------------------ | -------------- |
| 17. Mai | 10. Etappe Giro d’Italia | Giulio Ciccone |

### Erfolge in der UCI Europe Tour
In der Saison 2016 gelangen dem Team nachstehende Erfolge in der UCI Europe Tour.
| Datum         | Rennen                             | Kat. | Sieger          |
| ------------- | ---------------------------------- | ---- | --------------- |
| 28. Februar   | GP Lugano                          | 1.HC | Sonny Colbrelli |
| 27. März      | 4. Etappe Settimana Internazionale | 2.1  | Stefano Pirazzi |
| 3. Juli       | 1. Etappe Österreich-Rundfahrt     | 2.1  | Nicola Ruffoni  |
| 7. Juli       | 5. Etappe Österreich-Rundfahrt     | 2.1  | Simone Sterbini |
| 8. Juli       | 6. Etappe Österreich-Rundfahrt     | 2.1  | Nicola Ruffoni  |
| 18. August    | 3. Etappe Tour du Limousin         | 2.1  | Sonny Colbrelli |
| 19. August    | 4. Etappe Tour du Limousin         | 2.1  | Sonny Colbrelli |
| 26. August    | 5. Etappe Tour du Poitou Charentes | 2.1  | Sonny Colbrelli |
| 15. September | Coppa Agostoni                     | 1.1  | Sonny Colbrelli |
| 22. September | Coppa Sabatini                     | 1.1  | Sonny Colbrelli |
| 25. September | Gran Premio Bruno Beghelli         | 1.HC | Nicola Ruffoni  |
| 27. September | Tre Valli Varesine                 | 1.HC | Sonny Colbrelli |

### Zugänge – Abgänge
| Zugänge        | Team 2015      | Abgänge          | Team 2016           |
| -------------- | -------------- | ---------------- | ------------------- |
| Simone Velasco | Neoprofi       | Enrico Battaglin | Team Lotto NL-Jumbo |
| Mirco Maestri  | Neoprofi       | Andrea Piechele  | Laufbahn beendet    |
| Giulio Ciccone | Neoprofi       | Andrea Manfredi  |                     |
| Lorenzo Rota   | Unieuro Wilier |                  |                     |

### Mannschaft
| Teamkader 2016                            | Teamkader 2016     | Teamkader 2016 | Teamkader 2016                       |
| Name                                      | Geburtsdatum       | Land           | Vorheriges Team                      |
| ----------------------------------------- | ------------------ | -------------- | ------------------------------------ |
| Simone Andreetta                          | 30. August 1993    | Italien        |                                      |
| Enrico Barbin                             | 4. März 1990       | Italien        | Trevigiani Dynamon Bottoli (2012)    |
| Nicola Boem                               | 27. September 1989 | Italien        | Zalf Euromobil (2012)                |
| Francesco Manuel Bongiorno                | 1. September 1990  | Italien        |                                      |
| Luca Chirico                              | 16. Juli 1992      | Italien        | MG Kvis-Wilier (2014)                |
| Giulio Ciccone                            | 20. Dezember 1994  | Italien        | Colpack (2015)                       |
| Sonny Colbrelli                           | 17. Mai 1990       | Italien        | Zalf Désirée Fior (2011)             |
| Mirco Maestri                             | 26. Oktober 1991   | Italien        | General Store Bottoli Zardini (2015) |
| Stefano Pirazzi                           | 11. März 1987      | Italien        |                                      |
| Lorenzo Rota                              | 23. Mai 1995       | Italien        | Unieuro Wilier (2015)                |
| Nicola Ruffoni                            | 14. Dezember 1990  | Italien        | Colpack (2013)                       |
| Paolo Simion                              | 10. Oktober 1992   | Italien        | Zalf Euromobil Désirée Fior (2013)   |
| Luca Sterbini                             | 12. November 1992  | Italien        |                                      |
| Simone Sterbini                           | 11. Dezember 1993  | Italien        |                                      |
| Alessandro Tonelli                        | 29. Mai 1992       | Italien        | Zalf Euromobil Désirée Fior (2014)   |
| Simone Velasco                            | 2. Dezember 1995   | Italien        | Zalf Euromobil Désirée Fior (2015)   |
| Edoardo Zardini                           | 2. November 1989   | Italien        | Colpack (2012)                       |
|                                           |                    |                |                                      |
| Quellen: ProCyclingStats Cycling Archives |                    |                |                                      |

Anmerkung: Simone Andreetta